# 675
| [ Edytuj tabelę ]          |                                              |
| Cesarz Bizancjum           | - 668 Konstantyn IV 685                      |
| Cesarz Chin                | - 649 Tang Gaozong 683                       |
| Król Essexu                | - 664 Sighere 683 - 664 Sebbi 694            |
| Król Franków               | - 673 Childeryk II 675 - 675 Chlodwig II 676 |
| Cesarz Japonii             | - 673 Tenmu 686                              |
| Kalif                      | - 661 Mu’awija I 680                         |
| Król Kentu                 | - 673 Hlothere 685                           |
| Patriarcha Konstantynopola | - 669 Jan V 675 - 675 Konstantyn I 677       |
| Król Longobardów           | - 671 Perktarit 688                          |
| Król Mercji                | - 658 Wulfhere 675 - 675 Ethelred I 704      |
| Król Nortumbrii            | - 670 Egfryt 685                             |
| Papież                     | - 672 Adeodat II 676                         |
| Król Wizygotów             | - 672 Wamba 680                              |

Rok 675 / DCLXXV
stulecia: VI wiek ~
VII wiek ~
VIII wiek

lata: 665 «
670 «
671 «
672 «
673 «
674 «
675
» 676
» 677
» 678
» 679
» 680
» 685

## Urodzili się
- Nanyang Huizhong – chiński mistrz chan (zm. 755)
- Jan z Damaszku – święty teolog (zm. 749)

## Zmarli
- Bilichilda – żona frankijskiego króla Childeryka II[1].